# Rui João Soeiro Chumbita Nunes
Rui João Soeiro Chumbita Nunes foi presidente, entre 2003 e 2006, da direção do Vitória Futebol Clube, normalmente conhecido como "Vitória de Setúbal", clube da cidade de Setúbal (fundado em 1910).
Chumbita Nunes é igualmente presidente do conselho de administração da S.A.D. (Sociedade Anónima Desportiva) na qual se enquadram as equipas de futebol profissional. Sob a gestão de Chumbita Nunes, o Vitória de Setúbal sofreu graves problemas financeiros no final de 2005, com salários em atraso aos jogadores, o que provocou a demissão do treinador Luís Norton de Matos, assim como a ameaça de greve por parte dos jogadores e várias rescisões de contrato.